# Biathlon na Zimowych Światowych Wojskowych Igrzyskach Sportowych 2013

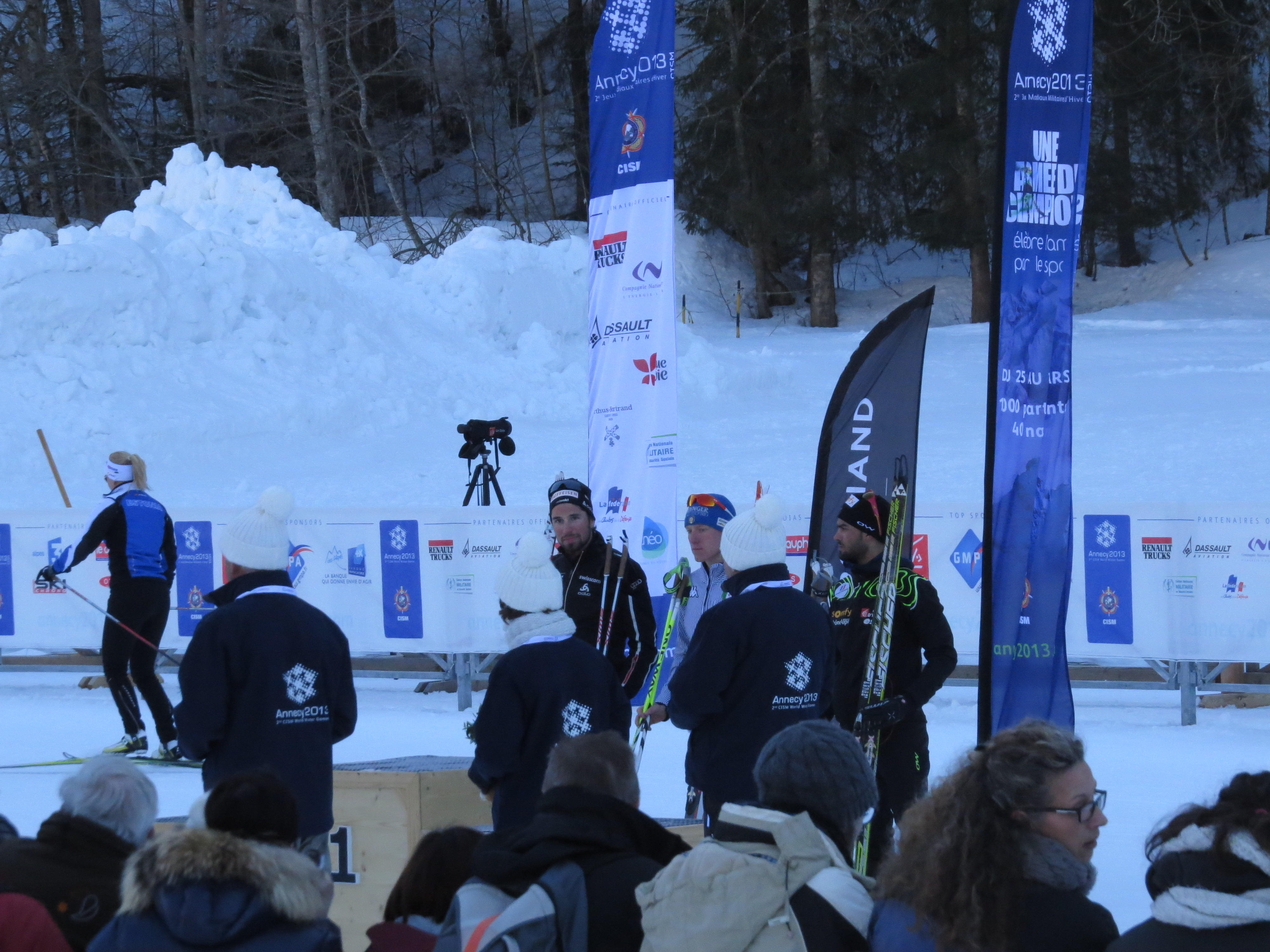
Annecy 2013. Medaliści sprintu na 10 km.

Biathlon na 2. Zimowych Światowych Wojskowych Igrzyskach Sportowych – jedna z zimowych dyscyplin sportowych rozegranych w dniu 27 marca 2013 podczas igrzysk wojskowych w miejscowości Annecy we Francji.

## Harmonogram
| Marzec 2013 | 25 Po | 26 Wt | 27 Śr | 28 Cz | 29 Pi |
| ----------- | ----- | ----- | ----- | ----- | ----- |
| Biathlon    |       |       | 4     |       |       |

Legenda
|  | Eliminacje |  | Finał (ilość) |

## Konkurencje
Podczas zimowych igrzysk wojskowych zawodnicy i zawodniczki rywalizowali w 4 konkurencjach w biegu sprinterskim, indywidualnie i drużynowo kobiet i mężczyzn. Kobiety rywalizowały (indywidualnie i drużynowo) w biegu narciarskim na dystansie 7,5 km ze strzelaniem w dwóch pozycjach: leżącej oraz w pozycji stojącej. Dystans biegu sprinterskiego u mężczyzn wynosił 10 km. Zawody odbyły się na terenie ośrodka biathlonowego w Le Grand-Bornand.

## Medaliści

### Kobiety
| Konkurencja                                    | Złoto                                                      | Srebro                                                    | Brąz                                                                    |
| Konkurencja                                    | Drużyna/Zawodniczka                                        | Drużyna/Zawodniczka                                       | Drużyna/Zawodniczka                                                     |
| biathlon – sprint 7,5 km szczegóły             | Francja · Marine Bolliet                                   | Włochy · Karin Oberhofer                                  | Włochy · Michela Ponza                                                  |
| biathlon – sprint 7,5 km (drużynowo) szczegóły | Włochy · Karin Oberhofer · Michela Ponza · Dorothea Wierer | Francja · Marine Bolliet · Anaïs Bescond · Sophie Boilley | Niemcy · Evi Sachenbacher-Stehle · Helena Gnaedinger · Carolin Hennecke |

### Mężczyźni
| Konkurencja                                   | Złoto                                                         | Srebro                                                      | Brąz                                                           |
| Konkurencja                                   | Drużyna/Zawodnik                                              | Drużyna/Zawodnik                                            | Drużyna/Zawodnik                                               |
| biathlon – sprint 10 km szczegóły             | Lukas Hofer                                                   | Szwajcaria · Benjamin Weger                                 | Francja · Simon Fourcade                                       |
| biathlon – sprint 10 km (drużynowo) szczegóły | Szwajcaria · Benjamin Weger · Mario Dolder · Claudio Böckli · | Włochy · Lukas Hofer · Markus Windisch · Dominik Windisch · | Francja · Simon Fourcade · Martin Fourcade · Simon Desthieux · |

## Klasyfikacja medalowa
* Gospodarz zawodów został zaznaczony tym kolorem.
| Miejsce           | Reprezentacja     | Złoto | Srebro | Brąz | Razem |
| ----------------- | ----------------- | ----- | ------ | ---- | ----- |
| 1                 | Włochy            | 2     | 2      | 1    | 5     |
| 2                 | Francja *         | 1     | 1      | 2    | 4     |
| 3                 | Szwajcaria        | 1     | 1      | 0    | 2     |
| 4                 | Niemcy            | 0     | 0      | 1    | 1     |
| Ogółem (4 państw) | Ogółem (4 państw) | 4     | 4      | 4    | 12    |